# Sabella punctulata
Sabella punctulata är en ringmaskart som beskrevs av William Aitcheson Haswell 1884. Sabella punctulata ingår i släktet Sabella och familjen Sabellidae. Inga underarter finns listade i Catalogue of Life.